# Vinskinn

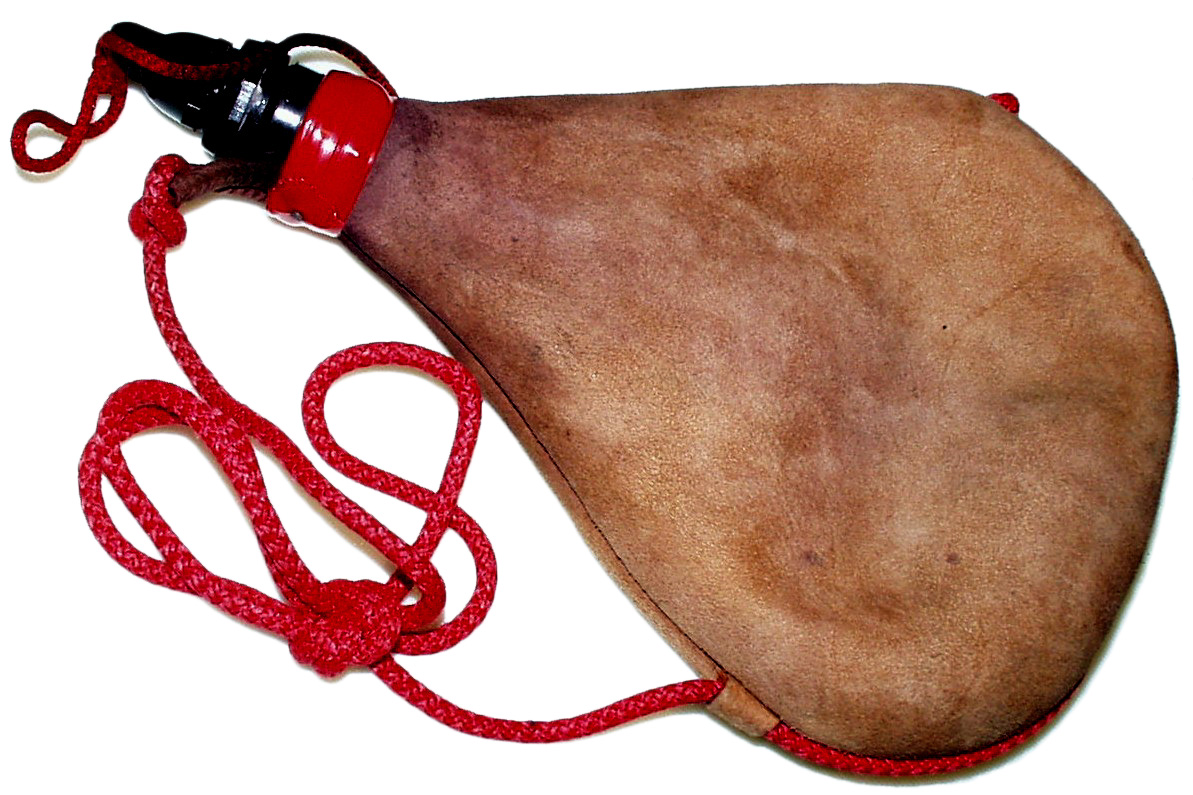
Ett traditionellt spanskt vinskinn

Ett vinskinn (spanska bota de vino) är en sorts lägel, alltså en påse av skinn avsedd för att förvara och dricka vin ur. Läglar förekommer idag mest i Spanien och där särskilt i den baskiska herdekulturen, men har tidigare troligen förekommit i hela Europa.
Läglar (vinsäckar) omnämns på flera ställen i Bibeln, bland annat i Matteus 9:17:
"Och man slår inte nytt vin i gamla vinsäckar, för då sprängs säckarna, och vinet rinner ut och säckarna förstörs. Nej, nytt vin häller man i nya säckar, då har man kvar både vin och säckar."

## Traditionellt spanskt vinskinn
Ett traditionellt vinskinn tillverkas av två delar av getskinn, som vänds med håren inåt och beckas för att inte släppa igenom vätska. Skinnet blir styvare men är fortfarande inte helt stelt. Munstycket är ursprungligen av horn, men kan i billigare skinn vara av plast.

## Modernt spanskt vinskinn
Ett modernt vinskinn är en vanlig typ av souvenir som köps av turister som besöker Spanien. Det moderna vinskinnet har en inre plastpåse (istället för beckat getskinn) och plastmunstycke, och är lättare att underhålla. Det moderna vinskinnet är av tunnare skinn, har ibland pälssidan utåt och kan vara försett med tryckta dekorationer eller ortens namn.

## Vattenläglar
En vattenlägel är en behållare av skinn eller läder som används till att förvara och dricka vatten ur.
Vattenläglar, där kallade vattenskinn, förekommer som ett viktigt fiktivt föremål i bordsrollspel och i rollspelsbetonade datorspel där det ofta är nödvändigt för att spelfiguren ska kunna ta med sig vatten.
Vattenskinn används i hög utsträckning av deltagare på levande rollspel och historiskt återskapande. De flesta av dessa vattenskinn är tillverkade av mjukt skinn eller mocka med en plastpåse dold inuti och ett munstycke av trä. Dessa liknar vanligen det traditionella vinskinnet på bilden. Det finns också vattenskinn av kraftigare vaxhärdat läder som är helt styva och ofta något mindre i storlek. Dessa kallas även läderflaskor eller läderpluntor.